# Tatumbla
Tatumbla é uma cidade hondurenha do departamento de Francisco Morazán.